# 명화섭
명화섭(明華燮, 1923년 1월 21일~2012년 11월 4일)은 대한민국 정치인이다. 제12대 국회의원을 지냈다.

## 학력
- 동국대학교 행정대학원 졸업

## 약력
- 충청남도 제3대 도의원(서산에서)
- 신민당 야당성회복투쟁위 공동의장
- 민주화추진협의회 부간사장, 운영위원
- 3차 해금(정치정화법)
- 국회상공위원회 간사 교체의원
- 민주산악회부회장
- 통일민주당 사무차장
- 민주당 전당대회의장, 정무위원

## 역대 선거 결과
|  | 15.13% |

|  | 37.74% |

|  | 34.63% |

|  | 34.38% |

|  | 15.17% |